# El Loa
El Loa (hiszp. Provincia de El Loa) – prowincja w północnym Chile, w północno-wschodniej części regionu Antofagasta. Stanowi jedną z trzech prowincji regionu. Siedzibą administracyjną jest miasto Calama. Funkcję gubernatora pełni Lorenza Lucy Muñoz Cifuentes.

## Podział administracyjny
W skład prowincji wchodzą 3 gminy: Calama, Ollagüe i San Pedro de Atacama.

## Demografia
W 2002 roku prowincję zamieszkiwało 141 445 mieszkańców.
Zmiana liczby ludności w latach 1992 - 2002 z uwzględnieniem podziału na gminy:
| Gmina                | 1992    | 2002    | zmiana w % |
| Calama               | 121 827 | 137 144 | +12,6      |
| Ollagüe              | 433     | 286     | -33,9      |
| San Pedro de Atacama | 2 670   | 4 025   | +50,7      |

## Administracja
Lista gubernatorów:
| Gubernator                   | Partia | Okres urzędowania                   |
| ---------------------------- | ------ | ----------------------------------- |
| César Castillo Lilayu        | DC     | 11 marca 1990 - 11 marca de 1994    |
| José Luis Ayala Manríquez    | PS     | 11 marca 1994 - 11 marca 2000       |
| Francisco Segovia Rojas      | DC     | 11 marca 2000 - 10 czerwca 2004     |
| Guillermo Espíndola Correa   | DC     | 2004 - 11 marca 2006                |
| Sandra Pastenes Muñoz        | PS     | 11 marca 2006 - 22 stycznia 2009    |
| Rubén Rojo Maturana          | PS     | 23 stycznia 2009 - 18 kwietnia 2009 |
| Nicanor de la Cruz Araya     | PS     | 27 kwietnia 2009 - 11 marca 2010    |
| Luis Garrido Ampuero         | UDI    | 16 marca 2010 - 1 stycznia 2013     |
| Lorenza Lucy Muñoz Cifuentes | UDI    | 2 stycznia 2013 -                   |